# Леэна
Леэна или Леайна (греч. Λέαινα) — афинская гетера.

## Биография
Жила в Древних Афинах в VI — V веках до нашей эры.  

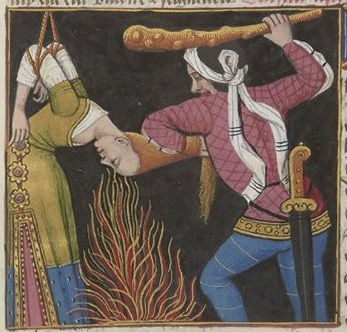
Допрос Леэны

Имя Леэны (букв. — Львица) неразрывно связывают с заговором Гармодия и Аристогитона, которых она не выдала, хотя знала о существовании заговора; в 514 году до н. э. на братьев-тиранов Гиппия и Гиппарха, было совершено покушение в результате которого Гиппарх был убит, но и Гармодий с Аристогитоном тоже погибли.
Чтобы не выдать друзей, перед пыткой Леэна сама откусила себе язык. Потому афиняне воздвигли в её честь на Акрополе статую львицы без языка. Согласно Павсанию, именно в честь Леэны афинские статуи Афродиты стали сопровождаться изображением каменной львицы.
Попытка переворота привела к тому, что в последующие годы тирания стала отличаться ещё большей жестокостью, изгнаниями и казнями неугодных. Но в конце концов терпение народа лопнуло и, в союзе с Алкмеонидами, афиняне свергли Гиппия.